# Manzana roja de Benejama
La 'Manzana roja de Benejama' es el nombre de una variedad cultivar de manzano (Malus domestica) Esta manzana es originaria de Benejama (Beneixama en valenciano), situada en el interior de la provincia de Alicante, en la comarca del Alto Vinalopó.

## Sinónimos
- „Malus communis subspecies dasyphylla (Borkh.)“,
- „Malus pumila Mill.“,
- „Poma roja de Beneixama“,
- „Manzana roja del valle de Benajama“.[3]

## Historia
Este cultivar de Malus dasyphylla se obtuvo en la comarca del Alto Vinalopó.
Es una variedad de manzana originaria de Benejama. Su característica principal es su  pequeñez, ser redonda y aplastada (5-6 x 7-8 cm). Puede conservarse durante exactamente un año sin demasiados problemas.
Dentro sus características organolépticas destacan su perfume suave y su dulzura ácida, junto con un color rojizo y brillante que la hacía bien apta para su comercialización.

## Características
Tamaño: Más bien pequeño. 
Forma: Esfero-cónica o esférica aplastada por los dos polos, más ancha que alta. Contorno redondeado aunque con tendencia a la forma pentagonal.

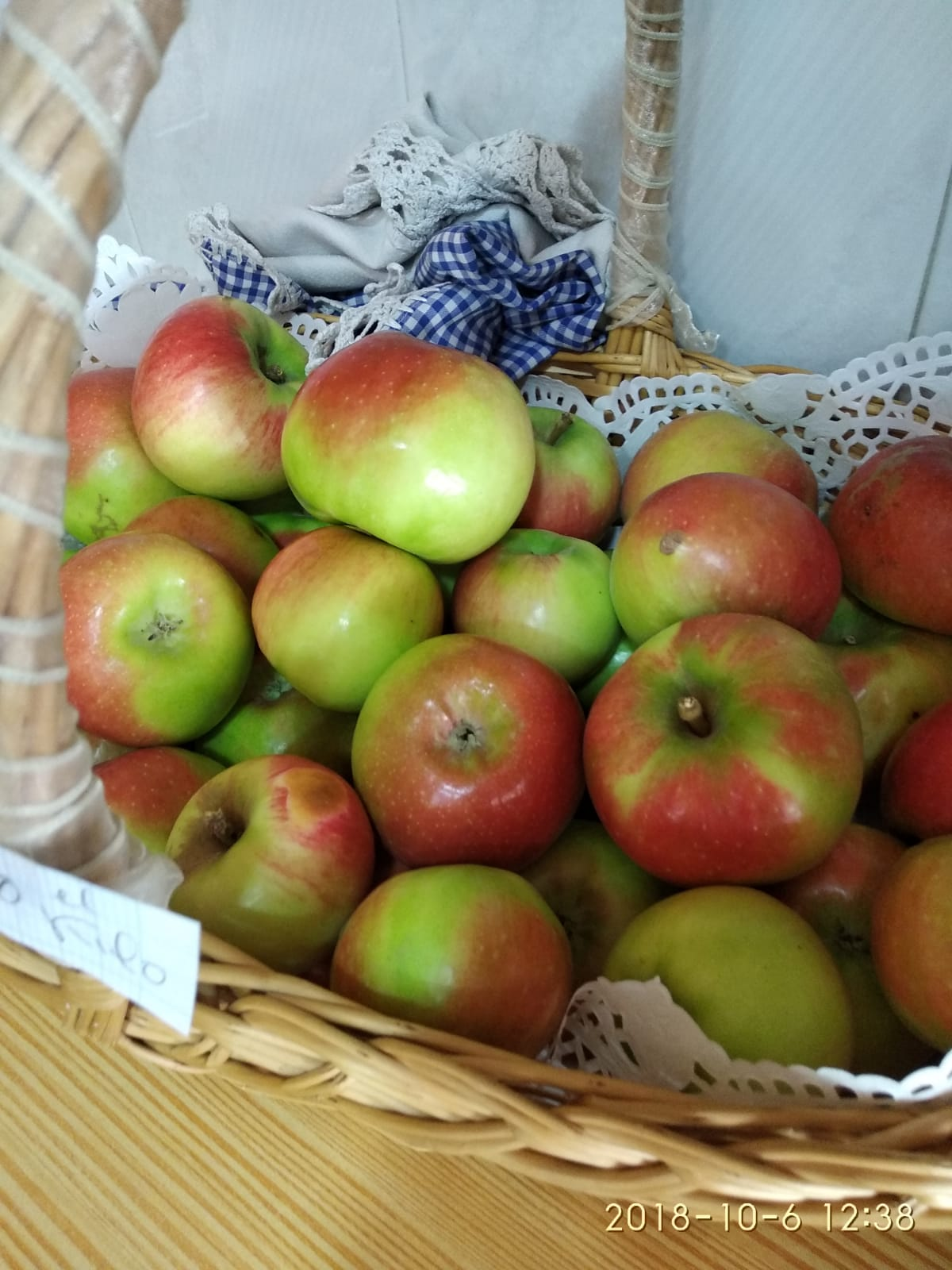
Manzanas 'Roja de Benejama'.

Cavidad del pedúnculo: Amplia y medianamente profunda. Bordes levemente ondulados. Fondo limpio o tomentoso, aisladamente aparece alguno con suave chapa ruginosa.
Pedúnculo: De mediana longitud y medianamente fino, fuerte, presentando a veces abultamiento en forma de verruga en uno de los lados.
Cavidad del ojo: Amplia o mediana, poco profunda, fondo arrugado y frunce que rodea el ojo formando una rosácea esculpida.
Ojo: Cerrado, pequeño. Sépalos triangulares, muy carnosos en su base, con las puntas vueltas hacia fuera o retorcidos.
Piel: Un poco grasa, suavemente frotada adquiere un brillo acharolado intenso y bonito.
Color: Chapa sonrosada, más o menos intensa, llegando al rojo ciclamen y, sobre la misma, pinceladas radiales que recubren el fruto totalmente dejando casi siempre exenta la cavidad peduncular, en donde se aprecia el fondo de un blanco-verdoso ligeramente amarillento. Punteado abundante, blanquinoso, a veces no perceptible. Con frecuencia se aprecian aisladas verrugas de tamaño variable.
Tubo del cáliz: En embudo corto o triangular. Estambres situados por encima de la mitad.
Corazón: Relativamente pequeño, bulbiforme. Eje ligeramente hueco. Celdas semicirculares, muy cartilaginosas y con alguna fibra lanosa.
Semillas: De variada forma. 
Carne: Blanca. Crujiente, firme y jugosa.
Sabor: Agradable y aromático. 
Maduración: Invierno.

## Cultivo
Se cultiva en Benejama, la comarca del Bajo Segura, Valle de Ricote, Caudete, Cehegín, Jumilla y Yecla. 
La poca producción que se hace va destinada, prácticamente en su totalidad, para la producción de sidra a Asturias. Parece que ayuda a subir la graduación alcohólica de la sidra de manera natural, dentro de su proceso de fermentación.
Actualmente se produce muy poca. Sufrió con la llegada al mercado de especies más grandes y con un marketing mejor.

## Enfermedades
Una bacteria Mollicutes, el Candidatus Phytoplasma mali que ataca las cepas de los manzanos contribuyó a su ocaso. Los árboles infectados pueden morir, pero a menudo pueden recobrarse mediante un abono adecuado.
Un virus, el « Apple proliferation MLO » puede atacar la especie, pero al contrario de los cultivares, la roja puede resistir.